# Imperiál
Imperiál (Ete, Apátipuszta, 1960. február 14. – Kerteskő, 1989/1990) a 20. század egyik legjobb tenyésztésű magyar versenylova.

## Életrajza
1960. február 14-én született a kisbéri ménesben, az Ete községhez tartozó Apátipusztán. Tenyésztője Rádoki József, a ménes újjászervezője. Az angol telivér mén apja a kiváló versenyló Imi, anyja az olasz importból vásárolt kanca, Hurry. Az aranyszőrű pej csődört már fiatalon félreismerték. A szakértők rossz véleményeket írtak róla, mivel nem volt "tipikus" telivér. A nagy termetű csókaszemű mén első ránézésre nem ígért sokat: homlokától a szájáig széles hókával díszített sárga szőre, élénksége és kesely lábai nem jellemzők a jó telivérekre. A hippológusok szerint az ilyen jegyekkel rendelkező lovak "puhák", sérülékenyek, nem szeretnek küzdeni, versenyző képességük sem jó.
Imperiál egy fiatal trénerhez, Aperianov Zakariáshoz került, az ő keze alatt futotta be fantasztikus pályafutását. Már az első versenyeken rácáfolt a kinézetét illető babonára. Három versenyévadban - 1962-1964 között - nem akadt ellenfele a versenypályán, Magyarországon veretlen maradt. 26-szor startolt, 21-szer nyert.
Megnyerte az Osztrák Derbyt, a Magyar Derbyt, a Szocialista Országok Nagydíját, kétszer az Ausztriai Díjat. Legnagyobb sikere egy 2. helyezés a Baden-Badeni Nagydíjon. Már a 2 évesen megnyert Ausztriai Díjbeli 6 hosszas győzelmére felfigyeltek a szakértők. Abban az évben futott Prágában, sőt Magyarországon is győzött.
3 évesen 2 derbyt nyert magyar pályarekorddal, majd Baden-Badenben 12 lovas nemzetközi mezőnyben az egész német élgárdát, francia és olasz lovakat leelőzve 1 hosszal kapott ki egy későn érő, 5 éves angol telivértől, Espressótól. Ez olyan nagy siker volt, hogy 1963 őszén Espressóval együtt meghívást kapott a világ 11 legjobb lovának megmérettetésére Washington D.C.-be. Imperiál egy fárasztó idénnyel a lábaiban megérkezett az ellentétes irányú, balkanyaros versenypályára. Ez a futam már erősnek bizonyult a számára, Espresso negyedik lett, Imperiál a szovjet fedezőmén Ivory Tower mögött hetedik helyezést ért el. Így is megelőzött három lovat a világ 10 legjobb versenylovának tartott telivérjei közül.
4 évesen már európai hírességként ünnepelték országszerte. 1964-ben újabb németországi nagydíjgyőzelmek után Skandináviából is győztes trófeával, a malmői Jubileumslöpming serlegével tért haza. Abban az évben hatszor nyert, egyszer kikapott a kiváló német Mercuristól. Ezután ismét Baden-Badenben futott, ahol Espresso győzött, Imperiál nem ért el helyezést. Ezzel pályafutása befejeződött, elkezdődött viszont nagyszerű tenyészkarrierje. Bár képességeit a szakemberek szerint nem használták ki megfelelően, mégis sokszor fedezőmén sampion, 8 derbygyőztes apja.
5 évesen már nem versenyzett, lábai kifáradtak és meggyengültek. Csaknem negyedszázadot töltött a Dióspusztai, majd a bakonyi Kerteskői Ménesben tenyészménként. 531 utódja közül 348 indult versenyen, összesen 900 díjat nyertek Magyarországon és világszerte.
Ivadékai 12 Magyar Derbyt nyertek, Prince Ippi nevű fia egy Prinzess Addi nevű német kancától Európa-díjat nyert Kölnben és Gran Premio d'Italiát Milánóban. Másik csikója, Immer pedig 4 alkalommal lett a legeredményesebb apamén Ausztriában. 1968-ban Imperiál csikója, Isztorpirin Magyar Derbygyőztes volt. A 2. és 3. helyen is Imperiál-csikó, Rusztan és Inda ért célba. Imperiál toronymagasan nyerte az az évi apamén-statisztikát.
Talán még több eredmény is születhetett volna, ha a csődör nem olyan válogatós: a szürke kancákat kedvelte leginkább, ám azokból kevés van a telivérek között. Így sokszor megesett, hogy fedeztetéskor egyfajta afrodiziákumként szürkével kecsegtették, majd a döntő pillanatban más, kijelölt kancát toltak elé.
A legendás Imperiál halálának dátuma pontosan nem ismert, csak annyit tudni, hogy Kerteskőn, 29 éves korában altatták el. Ennek megfelelően vagy 1989-ben, vagy 1990 elején távozott az élők soraiból. Szívét Kerteskőn temették el, csontvázát Bábolnán állították ki.

## Származási táblája
| Imperiál 1960 | IMI 1953   | INTERMEZZO 1944 | CASSIOT 1923        |
| Imperiál 1960 | IMI 1953   | INTERMEZZO 1944 | ALCYONE 1934        |
| Imperiál 1960 | IMI 1953   | MINCI 1944      | MANNAMEAD 1929      |
| Imperiál 1960 | IMI 1953   | MINCI 1944      | RAWENA 1935         |
| Imperiál 1960 | HURRY 1952 | CANOT 1935      | NINO 1923           |
| Imperiál 1960 | HURRY 1952 | CANOT 1935      | CANALETTE 1922      |
| Imperiál 1960 | HURRY 1952 | HUANGUELEN 1933 | BLENHEIM 1927       |
| Imperiál 1960 | HURRY 1952 | HUANGUELEN 1933 | POMMADE DIVINE 1922 |

## Legsikeresebb ivadékai

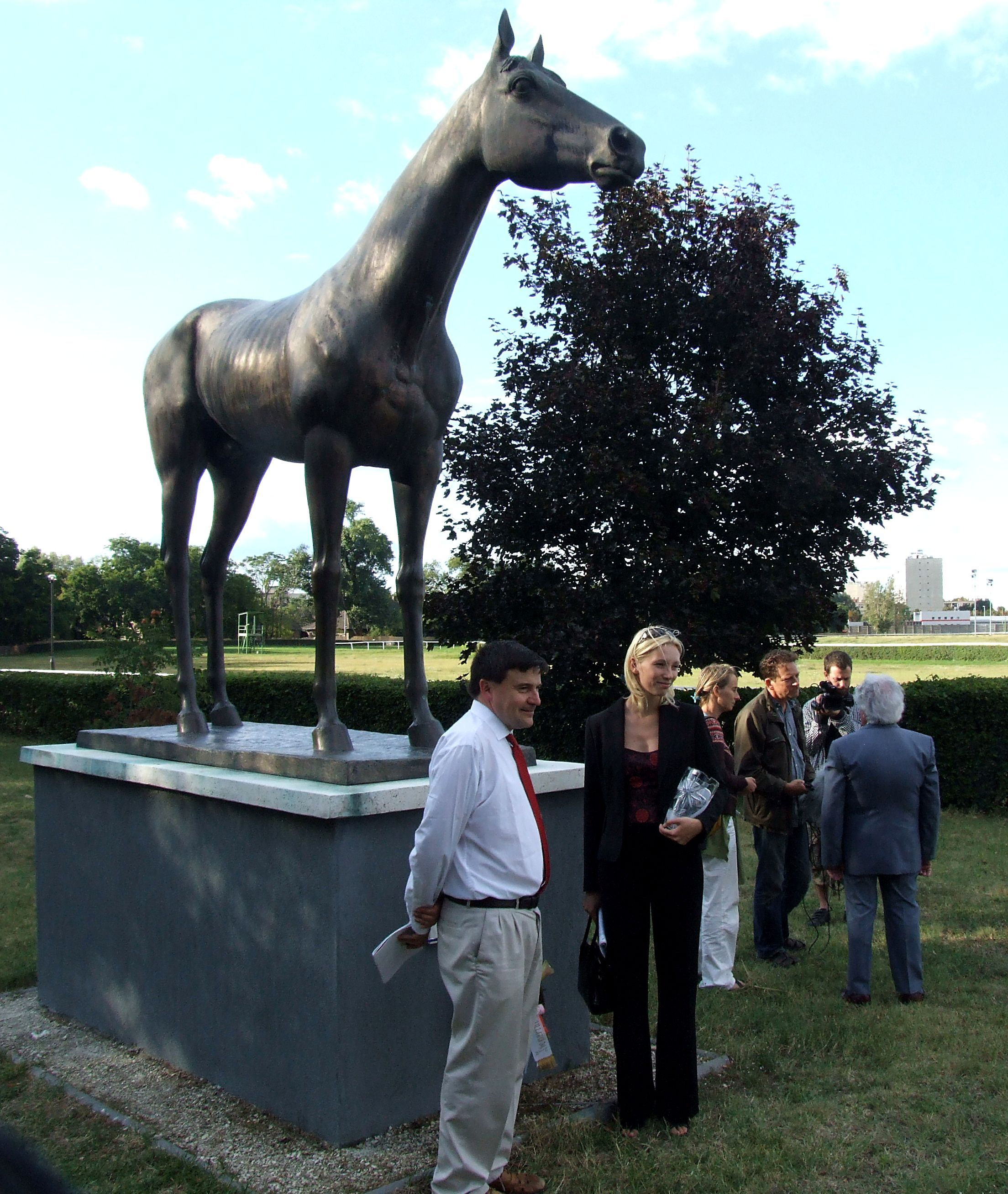
Imperiál díj 2009
Előtérben a címvédő, győztes Steady As A Rock tulajdonosa: dr. Ecsedi Letícia
A háttérben, a trénerrel Aperianov Zakariással filmriport készül
balra: Neil Clark a Racing Post munkatársa

- Prince Ippi (Europa Preis, Gran Premio d'Italia)
- Rustan (Magyar St. Leger, Bajor Derby)
- Isztopirin (Magyar Derby, Nemzeti Díj)
- Anda (Magyar Derby)
- Íjász (Magyar Derby, Magyar St. Leger)
- Tirán
- Dimitrij
- Betét (Magyar Derby)
- Bilbao (Nemzeti Díj, Magyar Derby, Magyar St. Leger - Hármas Korona)
- Sárga Rózsa (Magyar Kancadíj, Kincsem Díj)
- Magiszter (Nemzeti Díj, Alagi Díj)
- Tunguz (Magyar Kancadíj)
- Immer (Magyar Derby, Kincsem Derby)
- Mákvirág (Magyar Kancadíj, Kincsem Díj, Millenniumi Díj)
- Meernymphe (NDK Derby)
- Babi (Magyar Kancadíj)
- Quintal (Csehszlovák 1000 Guineas)